# Tonatia saurophila
Tonatia saurophila é uma espécie de morcego da família Phyllostomidae. Pode ser encontrada no México, Guatemala, Belize, El Salvador, Honduras, Nicarágua, Costa Rica, Panamá, Colômbia, Venezuela, Guiana, Suriname, Guiana Francesa, Trinidad e Tobago, Brasil, Equador, Peru e Bolívia.
Um artigo recente restringiu o nome Tonatia saurophila a fosseis da Jamaica, atribuindo às populações viventes os nomes Tonatia maresi e Tonatia bakeri. 